# Francis Guthrie

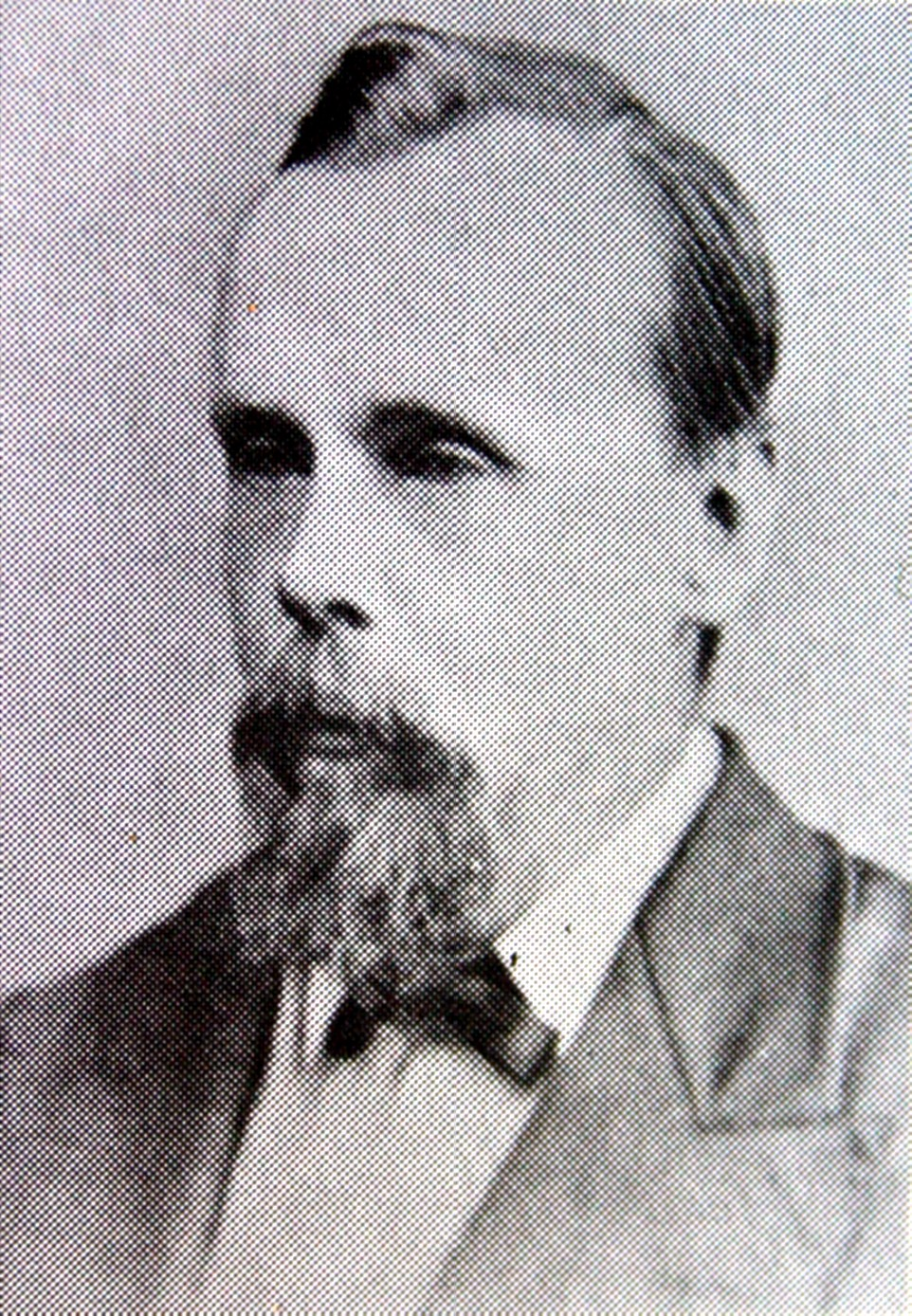
Francis Guthrie

Francis Guthrie (* 22. Januar 1831 in London; † 19. Oktober 1899 in Claremont, Kapstadt) war ein südafrikanischer Mathematiker und Botaniker. Er war der Bruder des Physikers und Chemikers Frederick Guthrie (1833–1886).
Er war von 1876 bis 1898 Professor für Mathematik am South African College, der späteren University of Cape Town.
Guthrie stellte 1852 als erster den Vier-Farben-Satz als Vermutung auf.
Von Guthrie stammen eine Reihe von Erstbeschreibungen südafrikanischer Pflanzen, vor allem zahlreicher Heidekraut-Arten (Erica), die er zusammen mit Harry Bolus (1834–1911) in William Henry Harveys Flora Capensis beschrieb. Bolus benannte die Gattung Guthriea aus der Familie der Achariaceae nach Guthrie.